# Refuge de Cóms de Jan
Le refuge de Cóms de Jan est un refuge d'Andorre situé dans la paroisse de Canillo à une altitude de 2 215 ou 2 217 m,.

## Randonnée
Inauguré en 1981 et propriété du Govern d'Andorra, le refuge est non gardé et ouvert toute l'année,. Il possède une capacité d'accueil de 10 personnes,.
Le refuge est situé dans la vallée de Ransol, environ 1 km au sud de la frontière française.

Carte des principaux chemins de randonnée et refuges d'Andorre.
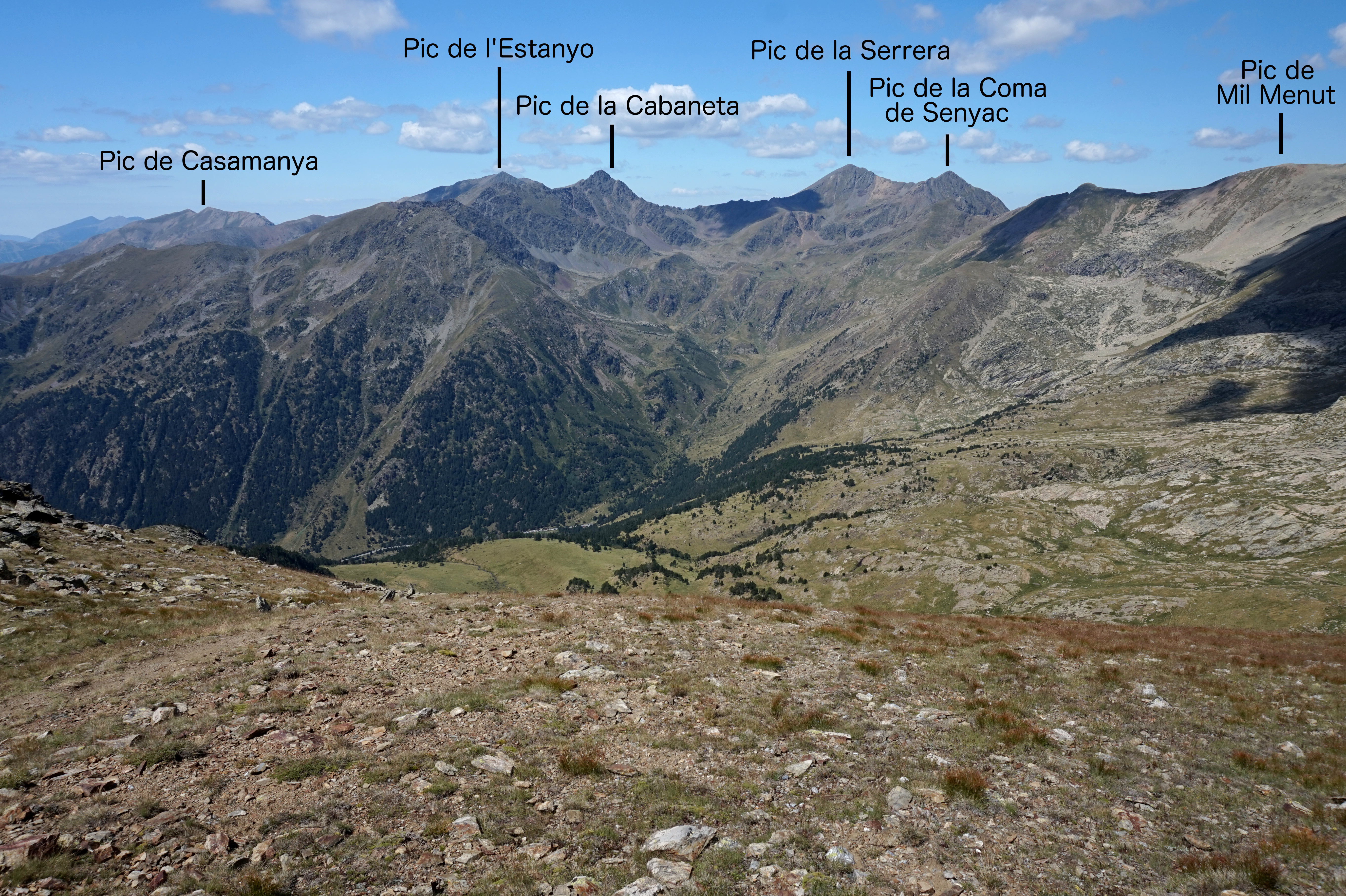
Vue de la vallée de Ransol.

## Toponymie
Cóms est un dérivé de coma, terme d'origine latine provenant de cumba (« combe » ou « vallée »), et composant de très nombreux toponymes andorrans,. Coma peu prendre différents sens mais s'applique dans ce cas à un « cirque glaciaire ouvert et de petite taille ».